# Nicolaus Kessler

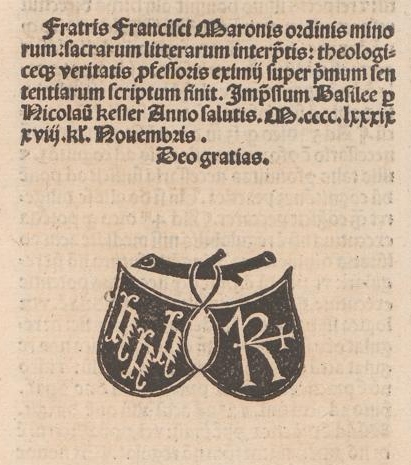
Impressum und Druckerzeichen von Nicolaus Kessler, 1489 (Universitätsbibliothek Basel)

Nicolaus Kessler (* um 1445 in Bottwar, Württemberg; † nach 1519) war ein Basler Buchdrucker.

## Leben
Nicolaus Kessler wurde um 1445 in Bottwar in Württemberg geboren. Um 1471 erhielt er in Basel den akademischen Grad eines Baccalaureus artium liberalium. Er arbeitete ab 1475 als Buchhändler für den Drucker Bernhard Richel und ehelichte dessen Tochter Magdalene. In der Stadt Basel wurde er am 23. Dezember 1480 eingebürgert. Im selben Jahr wurde er Mitglied in der Zunft zum Schlüssel. Nach dem Ableben seines Arbeitgebers Bernhard Richel im Jahr 1482 übernahm er dessen Offizin im Haus Zum Blumen. 1496 wurde er Zunftmeister und damit auch Mitglied des Rates.

## Werk
Nicolaus Kessler druckte zwischen den Jahren 1483 und 1510 vor allem religiöse, juristische und historische Schriften, gegen 100 Titel.